# Pandeglang (plaats)
Pandeglang is een bestuurslaag in het regentschap Pandeglang van de provincie Banten, Indonesië. Pandeglang telt 20.335 inwoners (volkstelling 2010).